# Деле-Баширу, Фисайо
Олувафисайо Фарук Деле-Баширу (англ. Oluwafisayo Faruq Dele-Bashiru; род. 6 февраля 2001, Лагос, Лагос) — нигерийский футболист немецкого происхождения, полузащитник турецкого клуба «Хатайспор», выступающий на правах аренды за итальянский клуб «Лацио», и национальной сборной Нигерии.

## Клубная карьера
Поиграв за молодежную команду «Манчестер Сити», к которой он присоединился в возрасте 8 лет, в июле 2020 года он перешёл в «Шеффилд Уэнсдей», подписав контракт за нераскрытую сумму.
На профессиональном уровне Фисайо дебютировал 5 сентября 2020 года в Кубке Английской футбольной лиги, выйдя в стартовом составе на выездную игру против «Уолсолла». В лиге дебютировал, выйдя на замену в проигрышном матче против «Бристоль Сити» (0:2). В феврале 2021 года он получил травму лодыжки, выйдя на замену в матче против «Брентфорда».
Во втором сезоне Фисайо снова пробился в основной состав, а в октябре 2021 года выиграл клубную награду «Игрок месяца», а также забил свой первый гол на профессиональном уровне, в игре против «Кембридж Юнайтеда».
В сентябре 2022 года Фисайо был номинирован на награду «Игрока второго раунда Кубка лиги» после гола и результативной передачи в матче против «Рочдейла», которую он впоследствии выиграл. После выхода «Шеффилда» в Чемпионшип Деле-Баширу предложили новый контракт.
6 июля 2023 года было подтверждено, что Фисайо подписал трёхлетний контракт с турецкий клубом «Хатайспор». Он забил восемь голов в своём первом сезоне в Турецкой Суперлиге, став лучшим бомбардиром клуба вместе с Карлосом Страндбергом, включая решающий гол в последнем игровом дне в ворота «Ризеспора» (2:0), обеспечив своему клубу сохранение места в высшем дивизионе на следующий сезон.
6 июля 2024 года Деле-Баширу перешёл в итальянский клуб «Лацио» на правах аренды с обязательством выкупа.

## Карьера за сборную
В октября 2023 года Деле-Баширу впервые был вызван в национальную сборную Нигерии.

### Голы за сборную
| № | Дата            | Место                          | Соперник | Счёт | Результат | Турнир                   |
| - | --------------- | ------------------------------ | -------- | ---- | --------- | ------------------------ |
| 1 | 7 июня 2024     | Годсвилл Акпабио, Уйо, Нигерия | ЮАР      | 1:1  | 1:1       | Квалификация на ЧМ 2026  |
| 2 | 11 октября 2024 | Годсвилл Акпабио, Уйо, Нигерия | Ливия    | 1:0  | 1:0       | Квалификация на КАН 2025 |

## Личная жизнь
Родившийся в Германии, Деле-Баширу переехал в Англию в юном возрасте и имеет нигерийское происхождение. Его брат Том Деле-Баширу также является футболистом.

## Статистика

### Клубная
| Клуб                   | Сезон      | Лига               | Лига  | Лига | Кубок | Кубок | Кубок лиги | Кубок лиги | Европа | Европа | Другое | Другое | Итог  | Итог |
| Клуб                   | Сезон      | Дивизион           | Матчи | Голы | Матчи | Голы  | Матчи      | Голы       | Матчи  | Голы   | Матчи  | Голы   | Матчи | Голы |
| ---------------------- | ---------- | ------------------ | ----- | ---- | ----- | ----- | ---------- | ---------- | ------ | ------ | ------ | ------ | ----- | ---- |
| Манчестер Сити (до 21) | 2019/20    | —                  | —     | —    | —     | —     | —          | —          | —      | —      | 4      | 0      | 4     | 0    |
| Шеффилд Уэнсдей        | 2020/21    | Чемпионшип         | 8     | 0    | 2     | 0     | 3          | 0          | —      | —      | —      | —      | 13    | 0    |
| Шеффилд Уэнсдей        | 2021/22    | Лига 1             | 24    | 1    | 2     | 0     | 1          | 0          | —      | —      | 5      | 0      | 32    | 1    |
| Шеффилд Уэнсдей        | 2022/23    | Лига 1             | 33    | 4    | 4     | 0     | 2          | 1          | —      | —      | 2      | 0      | 41    | 5    |
| Шеффилд Уэнсдей        | Итог       | Итог               | 65    | 5    | 8     | 0     | 6          | 1          | —      | —      | 7      | 0      | 86    | 6    |
| Хатайспор              | 2023/24    | Турецкая Суперлига | 36    | 8    | 3     | 1     | —          | —          | —      | —      | —      | —      | 39    | 9    |
| Лацио (аренда)         | 2024/25    | Серия A            | 16    | 3    | 1     | 0     | —          | —          | 6      | 2      | —      | —      | 23    | 5    |
| Общий итог             | Общий итог | Общий итог         | 117   | 16   | 12    | 1     | 6          | 1          | 6      | 2      | 11     | 0      | 152   | 20   |

1. ↑  Матчи в Трофее Английской футбольной лиги
2. ↑  4 матча в Трофее Английской футбольной лиги, 1 матч в плей-офф Лиги 1
3. ↑  1 матч в Трофее Английской футбольной лиги, 1 матч в плей-офф Лиги 1

### Международная
| Сборная | Год  | Матчи | Голы |
| ------- | ---- | ----- | ---- |
| Нигерия | 2023 | 1     | 0    |
| Нигерия | 2024 | 5     | 2    |
| Итог    | Итог | 4     | 1    |